# ヴァンシャープ
株式会社ヴァンシャープ（英: Vanskap Inc.）は、テレビ番組・映画の音声技術を業務とする企業。

## 沿革
- 2001年（平成13年）2月 - 代表者の野口京治が創った、有限会社ヴァンシャープとして設立。
- 2007年（平成19年）6月 - 有限会社ヴァンシャープが株式会社ヴァンシャープに商号変更。

## 所属スタッフ
- 野口京治
- 井村優佑
- 北野莉那
- 高松愛里紗
- 岸本晃里
- 宮良梨奈
- 石原愛季
- 宮澤健次郎
- 三輪拓海

## 主な担当作品

### テレビ番組

#### 連続ドラマ
- 年下の男（TBS、テレパック, 2003年1月期）
- 愛のソレア（東海テレビ、泉放送制作, 2004年10月期）
- 着信アリ（テレビ朝日、角川映画, 2005年10月期）
- ユキポンのお仕事（テレビ東京、アットムービー, 2007年4月-7月）
- 美容少年★セレブリティ（美容少年★セレブリティ製作委員会、アットムービー, 2007年10月期）
- モップガール（テレビ朝日、東宝, 2007年10月期）
- ハチミツとクローバー（フジテレビ, 2008年1月期）
- 4姉妹探偵団（ABC、テレビ朝日、5年D組, 2008年1月期）
- 空飛ぶタイヤ（WOWOW、東阪企画, 2009年3月-4月）
- ケータイ刑事 銭形命（BS-TBS、ドリマックス・テレビジョン, 2009年7月期）
- Xmasの奇蹟（東海テレビ、ビデオフォーカス, 2009年11月-12月）
- 毒～ポイズン（読売テレビ, 2012年10月期）
- ミエリーノ柏木（テレビ東京, 2013年1月期）
- スターマン・この星の恋（関西テレビ, 2013年7月期）
- 天国の恋（東海テレビ、ビデオフォーカス, 2013年10月期）
- 三匹のおっさん（テレビ東京、ホリプロ, 2014年1月期）
- ビンタ!〜弁護士事務員ミノワが愛で解決します〜（読売テレビ、ケイファクトリー, 2014年10月期）
- 三匹のおっさん2（テレビ東京、ホリプロ, 2015年4月期）
- アカギ（BSスカパー, 2015年7月期）
- 5人のジュンコ（WOWOW、松竹, 2015年11月期）
- 嵐の涙〜私たちに明日はある〜（東海テレビ、テレパック, 2016年2月-3月）
- 騎士竜戦隊リュウソウジャー(tv asahi、東映、東映AG 2019年3月-)

#### 単発、スペシャルドラマ
- 恋人はスナイパー Episode1（テレビ朝日、ROBOT, 2001年10月）
- 聖夜の肖像（BS-TBS、MMJ, 2001年12月）
- いなか刑事・伊原泰三の退職捜査日誌2 密会温泉殺人事件（テレビ東京、BSジャパン、ファインエンターテイメント, 2002年1月）
- お父さんのロックンロール（東海テレビ、ビデオフォーカス, 2002年6月）
- 警視庁・樋口警部補2 リオ（テレビ東京、BSジャパン, 2004年9月）
- 獄窓記（TBS, 2005年4月）
- 27歳の夏休み（TBS、ドリマックス・テレビジョン, 2005年6月）
- ほんとにあった怖い話 夏の特別編2005・ドラマ部分（フジテレビ, 2005年8月）
- 林家三平ものがたり（テレビ東京、国際放映, 2006年8月）
- 長い長い殺人（WOWOW、東阪企画, 2007年11月）
- 結婚詐欺師（WOWOW、日活撮影所, 2007年11月）
- 指紋捜査官・塚原宇平の神業3 嘘つきな指紋（テレビ東京、BSジャパン、東宝, 2008年5月）
- NEXT 恋する杏理☆推理中（関西テレビ、メディアプルポ, 2009年5月）
- NEXT 恋作する女（関西テレビ、メディアプルポ, 2009年5月）
- 浅見光彦シリーズ33　蜃気楼（TBS、テレパック, 2013年9月）
- 名探偵　神津恭介（フジテレビ、松竹, 2014年3月）
- 松本清張ドラマスペシャル・死の発送（フジテレビ、ケイファクトリー, 2014年5月）
- 奇跡の教室（日本テレビ、ザ・ワークス、AX-ON, 2014年6月）
- SAVE POINT（テレビ東京, 2014年6月）
- 前科ありの女たち（フジテレビ、ケイファクトリー, 2014年11月）
- にいちゃんのランドセル（NHK BSプレミアム, 2015年1月）
- 永遠のぼくら sea side blue（日本テレビ、ザ・ワークス、AX-ON, 2015年6月）

#### 情報, バラエティ
- ロンQ!ハイランド（日本テレビ）
- 新ニッポン探検隊（日本テレビ）
- ハリコミらいおん!!（日本テレビ）
- 中居正広の金曜日のスマたちへ（TBS）

### 映画
- ナマタマゴ
- 女殺油地獄
- 騎士竜戦隊リュウソウジャー THE MOVIE タイムスリップ!恐竜パニック!!(2019年 上堀内佳寿也監督)

## 関連リンク
テレビ技術会社
- BULL - 録音技術
- WING-T - 撮影技術
- ジースタッフ - 録音技術
- スウィッシュジャパン - 撮影・録音技術
- ビデオフォーカス - 撮影技術